# Morgan Brittany

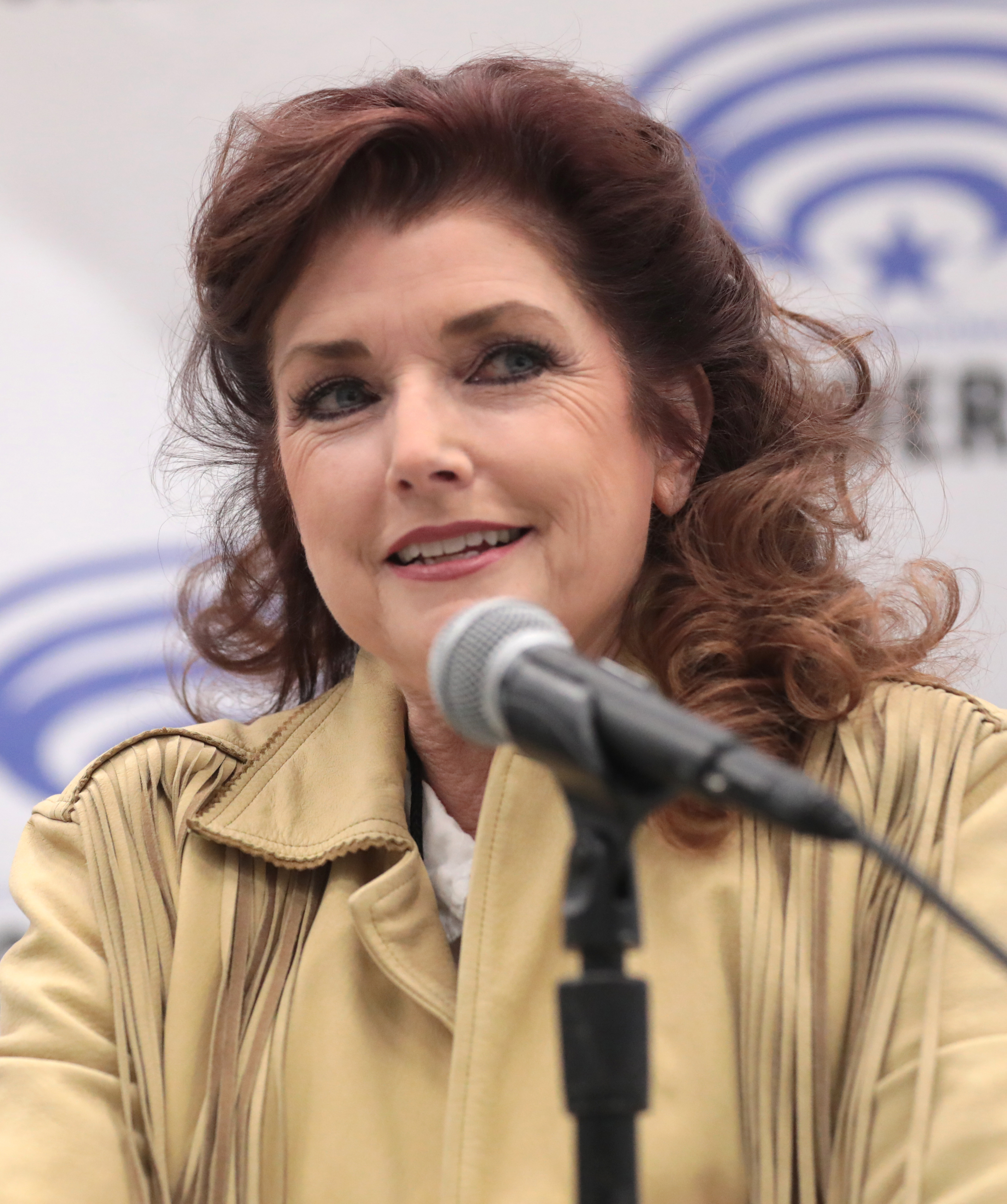
Morgan Brittany auf der WonderCon in Anaheim, 2023

Morgan Brittany (* 5. Dezember 1951 in Los Angeles, Kalifornien als Suzanne Cupito) ist eine US-amerikanische Schauspielerin.

## Leben und Karriere
Morgan Brittany stand bereits als Kind für verschiedene Fernsehserien vor der Kamera. Mit zwölf spielte sie ein Schulmädchen in Alfred Hitchcocks Klassiker Die Vögel.  Ein Jahr darauf wirkte sie in dem Western Postkutsche nach Thunder Rock mit, wo sie ein blindes Mädchen spielte.
Als ihre Kindheitserfolge mit 19 Jahren beendet waren, zog sie nach New York City um. Sie begann ihren Künstlernamen Morgan Brittany zu führen. Anfang der 1970er Jahre begann ein Karrieretief. Brittany schlug sich in dieser Zeit mit Werbespots durch. Eine verblüffende Ähnlichkeit zum Vom-Winde-verweht-Star Vivien Leigh entpuppte sich als großes Sprungbrett; 1976 verkörperte sie Leigh in dem Film Gable and Lombard. Vier Jahre später spielte sie in dem TV-Film Der Scarlett-O’Hara-Krieg (The Scarlett O’Hara Wars), der die großangelegte Suche nach der idealen Scarlett-Besetzung in den 1930er Jahren schilderte, erneut dieselbe Rolle. Ihr Gesicht wurde bekannt und war auf Titelseiten von TV-Magazinen zu sehen.
Großen Erfolg feierte sie in den 1980er Jahren als Katherine Wentworth in der TV-Serie Dallas.
Mittlerweile kümmert sich Morgan Brittany verstärkt um ihre Familie, ihren Mann Jack Gill und ihre Kinder Katie und Cody. Heute ist sie in Dauerwerbesendungen zu sehen. Stand 2020 stand sie das letzte Mal im Jahr 2007 mit der Komödie Von Bollywood nach Hollywood (2007) von Lorraine Senna in einer Filmproduktion vor der Kamera.

## Filmografie (Auswahl)
- 1960: Playhouse 90 (Fernsehserie, 1 Folge)
- 1962: Gypsy – Königin der Nacht (Gypsy)
- 1962: Kein Fall für FBI (The Detectives, Fernsehserie, 1 Folge)
- 1962–1967: Meine drei Söhne (My Three Sons; Fernsehserie, 3 Folgen)
- 1963: Die Vögel (The Birds)
- 1963: Rauchende Colts (Gunsmoke; Fernsehserie, 1 Folge)
- 1964: Postkutsche nach Thunder Rock (Stage to Thunder Rock)
- 1965: Lassie (Fernsehserie, 2 Folgen)
- 1968: Deine, meine, unsere (Yours, Mine and Ours)
- 1975: Der Tag der Heuschrecke (The Day of the Locust)
- 1976: Sag’ ja zur Liebe (Gable and Lombard)
- 1977: Der legendäre Howard Hughes (The Amazing Howard Hughes; Fernsehfilm)
- 1979: Todesfalle auf dem Highway (Death Car on the Freeway; Fernsehfilm)
- 1980: Der Scarlett-O’Hara-Krieg (The Scarlett O’Hara War; Fernsehfilm)
- 1980: Ein Duke kommt selten allein (The Dukes of Hazzard; Fernsehserie, 1 Folge)
- 1981, 1983: Fantasy Island (Fernsehserie, 2 Folgen)
- 1981–1986: Love Boat (Fernsehserie, 6 Folgen)
- 1981–1987: Dallas (Fernsehserie, 56 Folgen)
- 1983: The Prodigal
- 1983: Ein Colt für alle Fälle
- 1984–1985: Glitter (Fernsehserie, 14 Folgen)
- 1985, 1990: Mord ist ihr Hobby (Murder, She Wrote; Fernsehserie, 2 Folgen)
- 1987: Perry Mason: Ein gewissenloser Lump (Perry Mason: The Case of the Scandalous Scoundrel; Fernsehfilm)
- 1989: Eine schrecklich nette Familie (Married… with Children; Fernsehserie, Folge Life’s a Beach)
- 1989: Sundown – Der Rückzug der Vampire (Sundown: The Vampire in Retreat)
- 1992, 1997: Palm Beach-Duo (Silk Stalkings; Fernsehserie, 2 Folgen)
- 1995: Die Nanny (The Nanny; Fernsehserie, 1 Folge)
- 1995: Melrose Place (Fernsehserie, 2 Folgen)
- 1997: Spirit Dog – Die Fährte des Geisterhundes (Legend of the Spirit Dog)
- 2001: Sabrina – Total Verhext! (Sabrina, the Teenage Witch; Fernsehserie, 1 Folge)
- 2002: V.I.P. – Die Bodyguards (Fernsehserie, 1 Folge)
- 2002: The Biggest Fan
- 2007: Von Bollywood nach Hollywood (Americanizing Shelley)